# Редман, Мэтт
Мэтт Редман (англ. Matt Redman, р. 1974) — британский христианский исполнитель, автор песен и писатель.Родился 14 февраля 1974 года. В прошлом один из основных лидеров прославления в организации «Soul Survivor». В данное время занят популяризацией церквей в городе Брайтон, Англия. В 2006 году открыл церковь в Католическом Колледже Святого Павла в Берджесс Хилл (англ. Burgess Hill). Мэтт также участвует в программе «Новые рубежи» (англ. New frontiers), христианской организации «Страстные съезды» (англ. Passion Conferences), является исполнителем в Survivor Records (Six Steps Records в США). Участник благотворительной организации «Сострадание» (англ. Compassionart), открытой Мартином Смитом (группа Delirious?).
Выступил совместно с лондонской церковью Хиллсонг (англ. Hillsong London) на записи их альбома «Jesus Is». Участвовал в написании и исполнении песни «Greatest Gift».
Многие исполнители современной христианской музыки, такие как Michael W. Smith, Ребекка Сент-Джеймс, David Crowder Band, и Tree63 написали кавер-версии на многие песни Редмана. Одни из его самых популярных песен — «Heart Of Worship», «Let Everything That Has Breath», «Once Again», «Undignified», «Better Is One Day», а также песня-победитель Dove Award 2005 — «Blessed Be Your Name» (Песня Поклонения Года). Он также регулярно работает совместно с другими христианскими исполнителями, такими как Phatfish и Chris Tomlin.
Редман начал вести прославление в молодом возрасте в англиканской церкви святого Андрея (англ. St. Andrews Church) в деревне Чорливуд (англ. Chorleywood), куда он переехал чтобы совместно с Майком Пилавачи (англ. Mike Pilavachi) запустить проект «Спаситель душ» (англ. Soul Survivor). В прошлом он был лидером группы прославления церкви «Спаситель душ» в городе Уотфорд (англ. Watford) и вел прославления на ежегодной молодёжной конференции «Спаситель душ».
По словам основателя, Майка Пилавачи, фестивали Soul Survivor, которые проводились с 1993 года, выросли именно из служений прославления, в котором участвовал он, а позже 15-летний Редман. После годичного перерыва в США, где он записывал Where Angels Fear To Tread, Редман переехал в город Brighton чтобы работать с Terry Virgo в церкви New Frontiers (Church of Christ the King). Там он близко сдружился с группой прославления и постоянно работает совместно с Phatfish на ежегодном проекте Newday, организованном движением, и другими, такими как Soul Survivor. Более того, Nathan Fellingham часто играет на барабанах совместно с Мэттом Редманом на выступлениях «вживую». Редман вместе с командой также появляется на конференции Together On A Mission в 2007 году, чтобы вести в поклонении.
После деятельности в Church of Christ the King, Редман вместе с Will Kemp, которого он совсем недавно покинул, открыл церковь The Point недалеко от Брайтона.
Позже Редман переехал в Атланту, штат Джорджия, (США) чтобы совместно с Louie Giglio и Chris Tomlin насадить новую церковь. Вся его семья переехала туда — жена Бет (бывшая участница World Wide Message Tribe), и 5 детей: Мейси, Ноа, Рокко, Леви и Джексон.
Редман является автором и редактором многочисленных книг на тему христианского прославления, включая The Unquenchable Worshipper и книгу Facedown, которая дополнила альбом с таким же названием.
26 декабря 2006 года выпустил альбом Beautiful News. Его новой песней стала песня «God Of Our Yesterdays», которая появилась в ежегодных альбомах прославления Passion и New Frontiers.
Весной 2009 года начал записывать новый студийный проект, который должен быть выпущен в августе 2009 года.